# Biserica reformată din Cernat
Biserica reformată din Cernat este un ansamblu de monumente istorice aflat pe teritoriul satului Cernat; comuna Cernat.
Ansamblul este format din următoarele monumente:
- Biserica reformată propriu-zisă (cod LMI CV-II-m-A-13175.01)
- Incintă fortificată (fragmente) (cod LMI CV-II-m-A-13175.02)
- Turn-clopotniță (cod LMI CV-II-m-A-13175.03)
- Piatră funerară (cod LMI CV-II-m-A-13175.04)

## Galerie

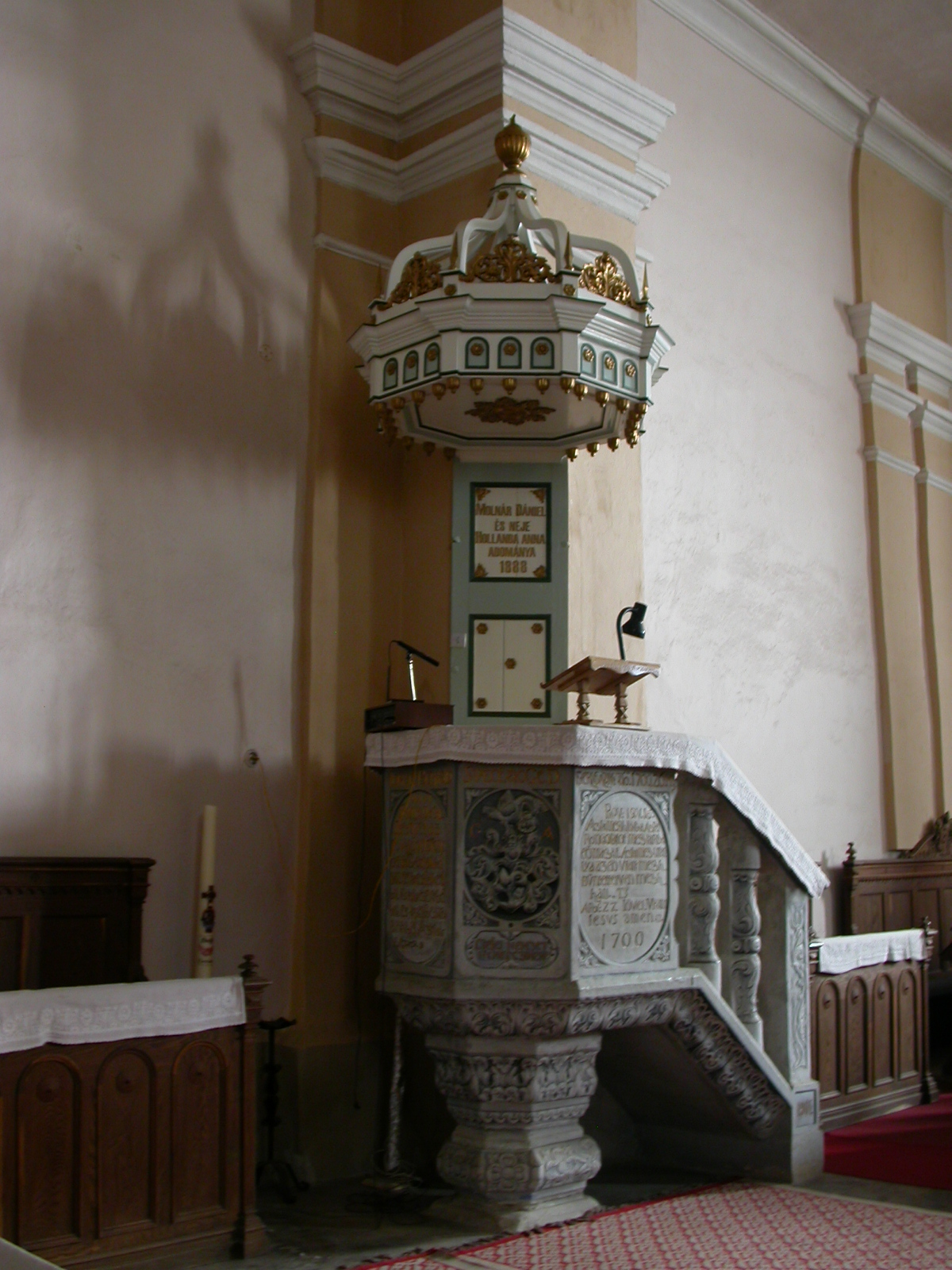
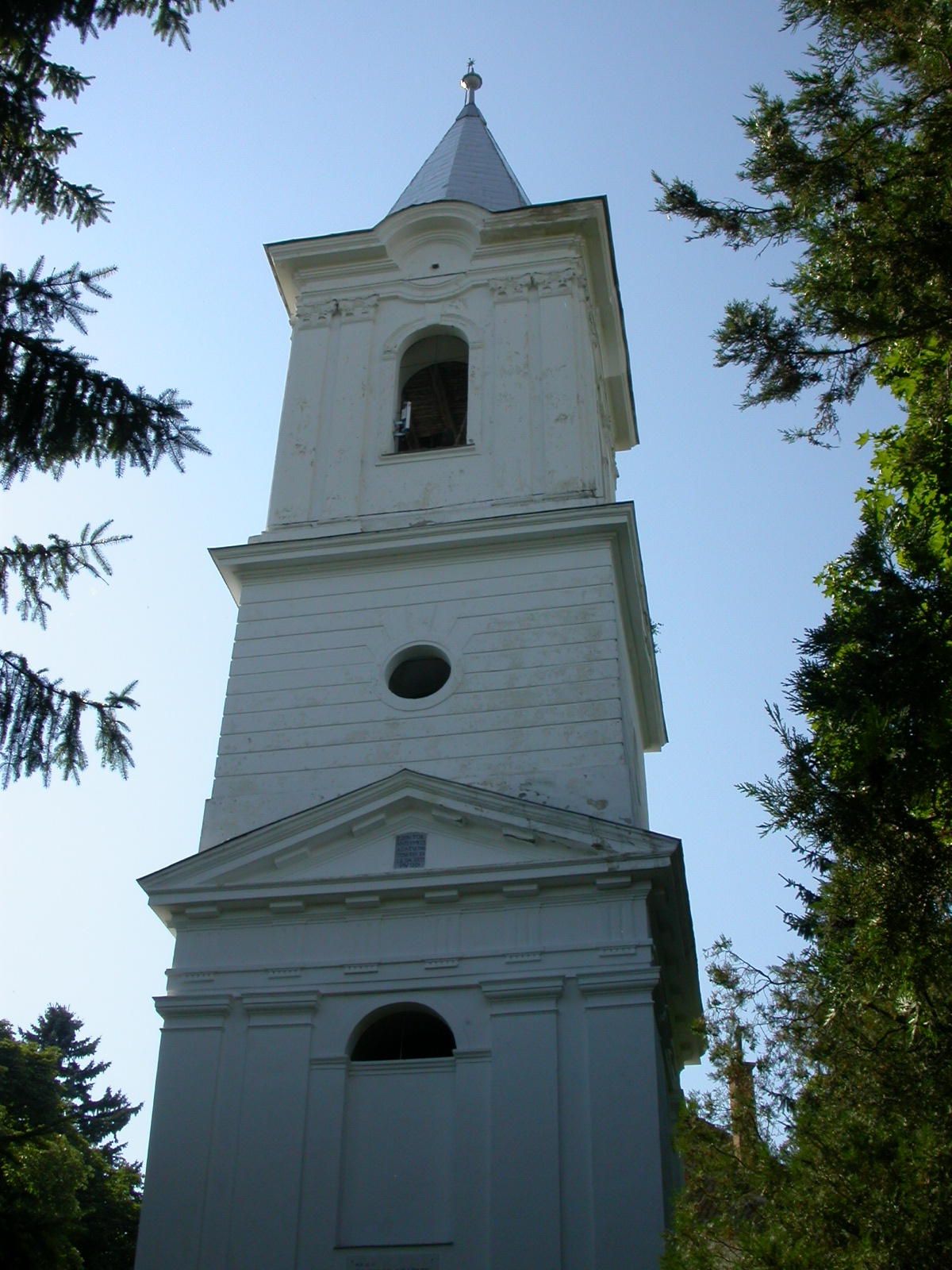
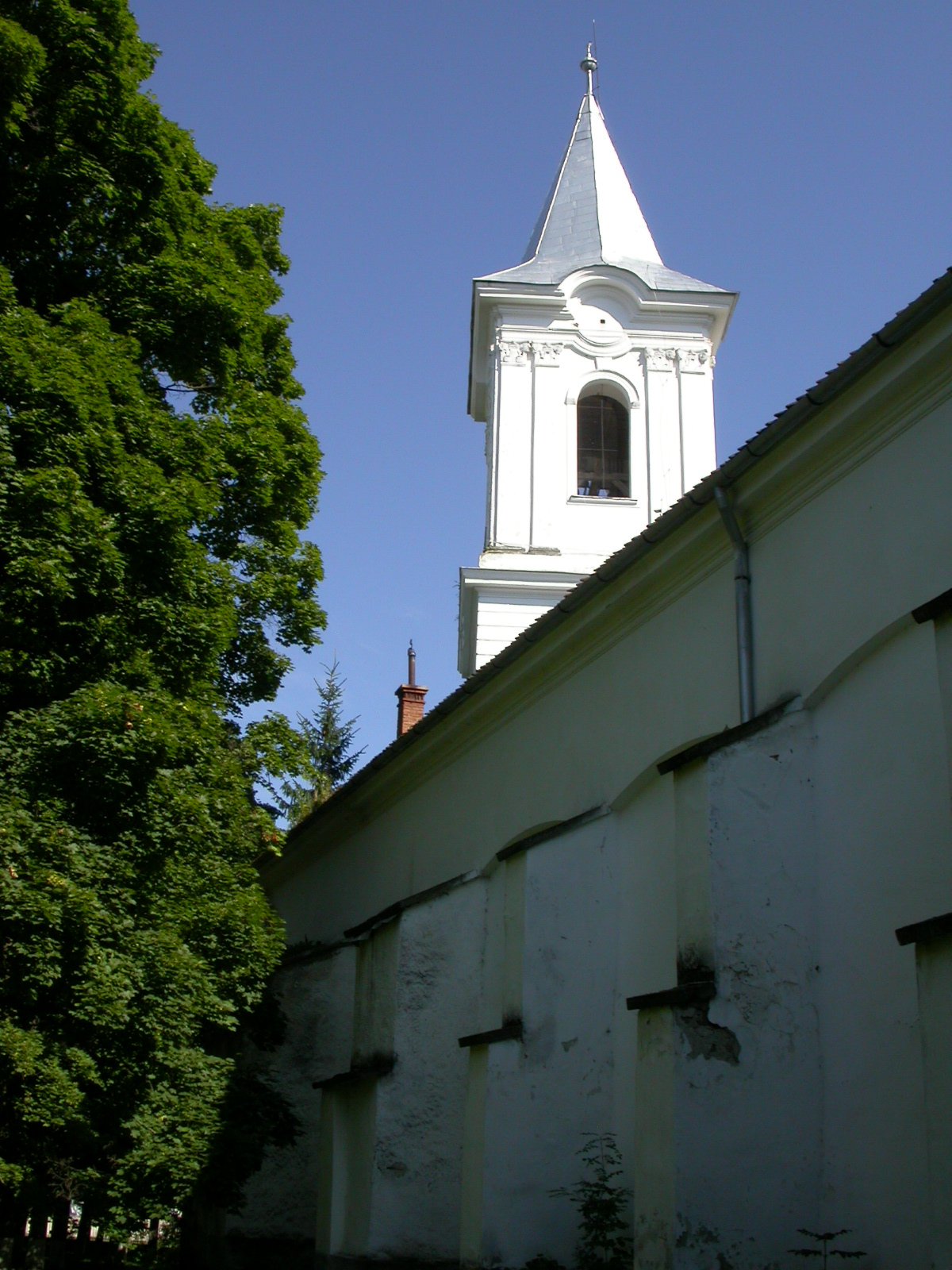
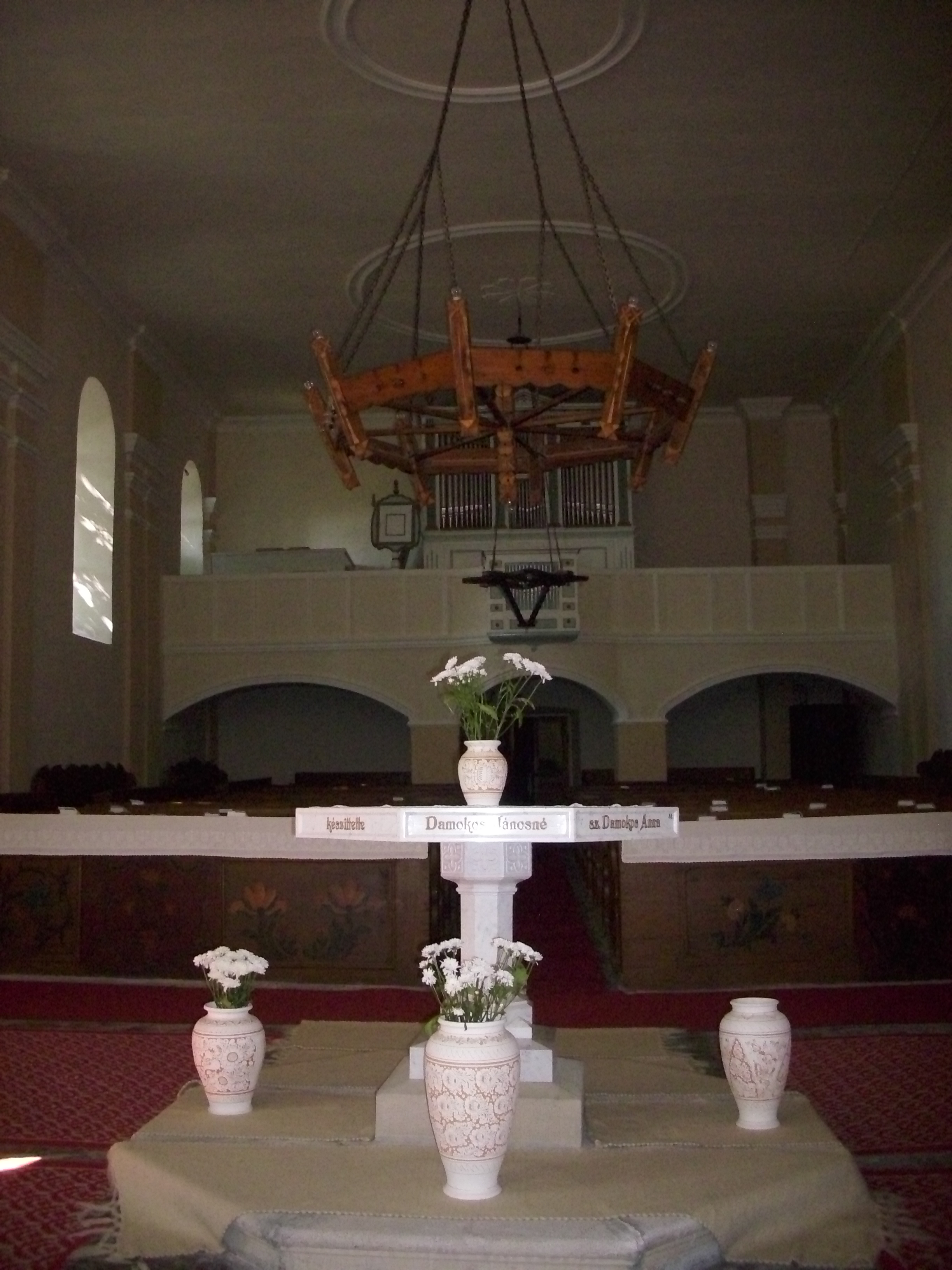